# Bucephalopsis pusilla
Bucephalopsis pusilla är en plattmaskart. Bucephalopsis pusilla ingår i släktet Bucephalopsis och familjen Bucephalidae. Inga underarter finns listade i Catalogue of Life.